# Tachina anguisipennis
Tachina anguisipennis là một loài ruồi trong họ Tachinidae.